# Бялачув (гмина)
Бялачув (пол. Białaczów) — сельская гмина (волость) в Польше, входит как административная единица в Опочненский повет, Лодзинское воеводство. Население — 6043 человека (на 2004 год).

## Сельские округа
1. Бялачув
2. Курашкув
3. Медзна-Древняна
4. Осса
5. Парчув
6. Парчувек
7. Петрыкозы
8. Радван
9. Сендув
10. Скронина
11. Собень
12. Вонгляны
13. Закшув
14. Желязовице

## Соседние гмины
1. Гмина Говарчув
2. Гмина Коньске
3. Гмина Опочно
4. Гмина Парадыж
5. Гмина Славно
6. Гмина Жарнув

## Фотографии
- Костёл
- Дворец